# Fédération Ivoirienne de Football
Die Fédération Ivoirienne de Football (FIF) ist der Dachverband der Fußballvereine in der Elfenbeinküste.
Der Fußballverband wurde 1960 gegründet und trat der Fédération Internationale de Football Association (FIFA) 1964 und der Confédération Africaine de Football (CAF) im Jahr 2000 bei. Er organisiert die Fußballligen und die Fußballnationalmannschaft der Elfenbeinküste.